# Lealismo en Úlster
En la nación constitutiva británica de Irlanda del Norte, el término lealismo refiere una ideología que se opone a la unificación de la isla de Irlanda en un solo Estado.
Los seguidores del lealismo son casi todos protestantes nativos de Irlanda del Norte, región constituida por seis condados de la provincia histórica irlandesa del Úlster. Según varias fuentes, el lealismo es parte de una ideología mayor, el unionismo, con la distinción de que se trata de un fenómeno político prevalente en las clases obreras protestantes (hay unionistas católicos) y que pretende utilizar métodos más violentos para lograr los mismos fines que el anterior. Otros analistas dicen que la diferencia no es tan sencilla, utilizando el argumento de que el lealismo expresaría el deseo de los protestantes del Úlster de formar una patria protestante independiente, sin unirse a Irlanda, ni a la Gran Bretaña.

## Raíces
El lealismo es uno de los resultados del Tratado anglo-irlandés de 1921, por el que la isla de Irlanda quedaba dividida entre Irlanda del Sur (luego Estado Libre Irlandés; desde 1949 República de Irlanda) e Irlanda del Norte. De los 32 condados de la isla, 26 constituyeron Irlanda del Sur, debido a la amplia mayoría de irlandeses católicos con simpatías nacionalistas y republicanas. Como efecto directo, los protestantes del Sur emigraron al Úlster, donde su presencia estaba más concentrada. Seis condados del Úlster (Armagh, Antrim, Down, Fermanagh, Londonderry y Tyrone) quedaron según el tratado bajo el gobierno directo de la Corona británica, si bien tenían un parlamento propio. En el Úlster, el extendido sectarismo entre los protestantes y sus vecinos católicos se agudizó gradualmente debido a un sistema político y económico desigual que desfavorecía a estos últimos. Las divisiones se extendieron a muchos aspectos de la vida diaria de los norirlandeses. Como resultado, en el 2004 un 90 % de los alumnos de escuela primaria aún estudiaban en instituciones segregadas. En el parlamento norirlandés, la mayoría de los protestantes eran unionistas y apoyaron el sistema discriminatorio en la sociedad de Irlanda del Norte, que se reflejaba en fenómenos como el gerrymandering o el sufragio censitario.

### Los inicios del unionismo y lealismo
Un ejemplo importante para entender el fenómeno fue la elección del primer jefe de ministros Sir James Craig, Vizconde de Craigavon, en 1921. El Vizconde organizó en 1913, antes de la Guerra anglo-irlandesa, una milicia de militantes protestantes unionistas llamada los Voluntarios del Úlster (UV; también conocida como la Fuerza Voluntaria del Úlster), en respuesta contra la formación de los Voluntarios Irlandeses (gaélico:Óglaigh na hÉireann), organización precursora del Ejército Republicano Irlandés (IRA). Los Voluntarios buscaban métodos para disuadir al gobierno británico en Londres de que aprobara las propuestas del autonomía en la isla de Irlanda, incluso mediante envíos de armas y municiones del Imperio alemán en 1914.
El hecho de que los unionistas estuvieran dispuestos a aprovechar incluso la ayuda de Alemania, que era en aquel periodo el mayor rival de la Gran Bretaña, da testimonio de la existencia de un movimiento radical contra el republicanismo, independientemente de la influencia del gobierno londinense o la corona. UV, una fuerza que tenía la bendición explícita de algunos políticos del Partido Conservador del Reino Unido, como Andrew Bonar Law, fue el precursor de los grupos paramilitares protestantes en Irlanda del Norte, tanto de los unionistas moderados como de los lealistas. La Ulster Special Constabulary (USC; o 'B' Specials como fueron apodados) fue una fuerza reserva de policías formada casi enteramente por veteranos de los Voluntarios del Úlster.

## En losTroubles

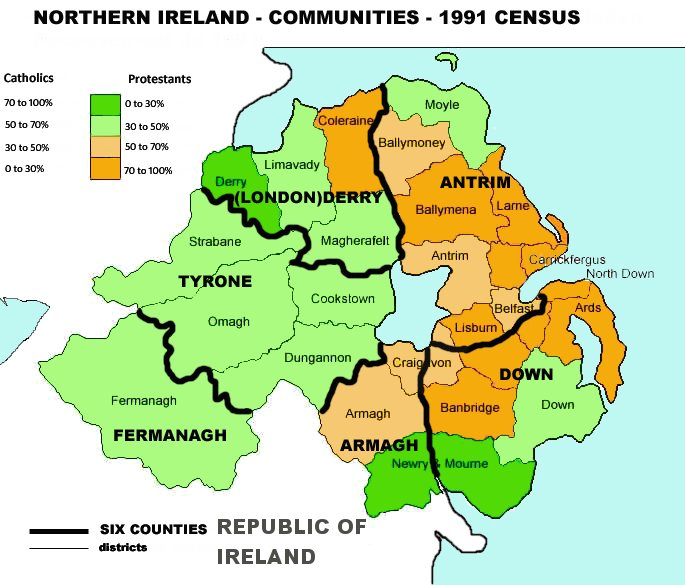
Mapa de Irlanda del Norte con la distribución religiosa por distritos, según censo de 1991.

Hasta 1960, los protestantes del Úlster mantuvieron una afinidad política sin apenas discusión con la Gran Bretaña. Muchos sirvieron (también lo seguirían haciendo después) en las fuerzas armadas y la policía británicas. Esta situación era un resultado del gran respaldo que le dieron los gobiernos británicos al gobierno norirlandés desde 1922. En los años 1956-1962 el IRA realizó asaltos fronterizos baldíos hacia el norte de Irlanda, en la que llamaron Campaña de la Frontera. En 1966, militantes protestantes reconstruyeron la Fuerza Voluntaria del Úlster (UVF).
Los militantes de la UVF declararon estar en disposición de usar las armas contra cada individuo que pretendiese «usurpar la constitución del Úlster». La UVF atentó contra los miembros de la minoría católica en Irlanda del Norte: Augustus «Gusty» Spence, su líder, fue condenado en 1967 por el asesinato de un camarero católico. A partir de la constitución de la UVF, algunos protestantes radicales pertenecieron además a las sociedades fraternales, como la Orden de Orange y los Aprendices de Derry. Tales grupos tenían el propósito de continuar con la situación establecida en Irlanda del Norte, en la que los protestantes ejercían de modo mayoritario el poder económico y político.

## Década de 1970: El lealismo se hace más violento
La espiral de violencia y terrorismo entre las dos comunidades fue en aumento durante 1969. En respuesta a la organización por parte de los Aprendices de Derry de una manifestación en las murallas de Derry, los residentes de los barrios católicos de la ciudad se enfrentaron a la Policía del Úlster (RUC) los días 12 a 14 de agosto, en lo que se conoció como la batalla del Bogside, por el barrio católico en que tuvo lugar. La reacción popular de los católicos contra la RUC llevó la situación a un punto en que el conflicto produjo una ruptura permanente en la sociedad norirlandesa. En 1971 el UVF había juntado en el lado de paramilitarismo lealista por la formación de la Asociación en Defensa del Úlster (UDA).

### Los vínculos de militancia lealista en el UDR
Al poco tiempo, los B Specials se disolvieron debido a las protestas católicas por su parcialidad en favor del lado protestante. Tras su reemplazo, el Regimiento en Defensa del Úlster (UDR) del Ejército Británico fue infiltrado por militantes lealistas. De hecho, al principio, la UDA no estaba ilegalizada, y los soldados del regimiento podían ser al mismo tiempo militantes de la organización (el UVF también tuvo enlaces en el UDR, aunque ya se había probado su participación en ataques sectarios y había sido consecuentemente proscrito en 1967).

#### Miami Showband y otros crímenes
La infiltración del UDR por paramilitares peligrosos suponía un problema que debilitaba el regimiento. El 31 de julio de 1975, dos militantes de la UVF murieron en un accidente mientras trataban de cometer un atentado. Ambos, y otros tres implicados, eran militantes del UVF, y algunos de ellos además soldados del UDR. Habían montado un control policíaco ficticio en las afueras de la ciudad norirlandesa de Newry, en un distrito de abrumadora mayoría católica, parando un microbús que se dirigía a la frontera con la república de Irlanda. En el vehículo iban cinco miembros de un grupo de músicos (el Miami Showband). Mientras fingían realizar un registro, dos soldados militantes colocaron una bomba en el vehículo, que detonó prematuramente, matándolos al instante. Cuando se produjo la explosión, el resto de los militantes dispararon a los músicos que estaban aguardando en la carretera mientras duraba el «control», asesinando a tres. Otros dos músicos sobrevivieron. En 1976, los tres asesinos que escaparon, James Somerville, Thomas Crozier y James McDowell
En 1999, el exsoldado UDR David Jordan confesó haber participado en el asesinato del concejal nacionalista Patsy Kelly en 1974.

## Actitud de los gobernantes respecto del lealismo
Desde el comienzo del Troubles, las relaciones entre los lealistas y unionistas de todas las corrientes se fueron estrechando, debido al cambio en la actitud británica respecto de Irlanda del Norte. En 1969, las autoridades no creían que el conflicto en el Norte fuera a extenderse más de un par de años, confiando en una pronta derrota del IRA. No supieron prever el desarrollo del terrorismo por parte de ambos bandos.

### La violencia se desata
Algunas de las organizaciones que luego tendrían mayor protagonismo en los Troubles, tales como el UVF, llevaban fundadas unos años, en concreto desde 1966, dando idea de la tensa situación que se vivía antes del estallido de los disturbios que dieron inicio al conflicto. En los años 70, grupos protestantes sin control cometieron numerosos atentados en nombre del anti-republicanismo, tales como los asesinatos perpetrados por los Shankill Butchers (Carniceros del Shankill). Se trataba de un grupo de militantes de la UVF, que mataron aproximadamente a treinta personas en el condado de Belfast hasta el asesinato de su líder Lenny Murphy, el 16 de noviembre de 1982 por los provos. Martin Dillon, un periodista e investigador de los Shankill Butchers, sugirió que Murphy había sido entregado al IRA por el militante del UDA y los Ulster Freedom Fighters (UFF) James Craig (no confundir con el vizconde), que veía en Murphy a un elemento incontrolable.
Los incidentes de Shankill, y otros casos de crímenes perpetrados bajo excusas políticas por lealistas contra civiles inocentes, provocaron la reacción de rechazo del gobierno británico. No obstante, los medios usados por el ejército, el RUC y el MI 5 contra los militantes protestantes fueron a menudo poco entusiastas, en comparación con los utilizados contra el IRA. El Monday Club, un grupo de presión vinculado al ala derecha del Partido Conservador, nunca condenó las actividades de los lealistas, y habitualmente se justificó en la violencia desatada en Irlanda del Norte como pretexto para restaurar el gobierno directo británico en Belfast. Las reacciones de la opinión pública británica ante la violencia lealista no fueron especialmente destacables en lo que al rechazo se refiere. En parte ello se debería a que ni la UVF, ni la UDA, ni las organizaciones menores atacaron nunca objetivos en Escocia, Inglaterra o Gales, como sí lo hicieron los terroristas del IRA.

## Grupos lealistas que tienen parte en el proceso de paz

### UVF
Formada en 1966, el número exacto de componentes de la UVF nunca ha sido conocido, pero se asume que han sido menos que los de la UDA. La UVF, a pesar de su prohibición en 1967, siempre tuvo militantes infiltrados en las fuerzas policíacas y militares en Irlanda del Norte. Un ejemplo es el policía Billy McCaughey, miembro del Grupo de Patrulla Especial (SPG; Special Patrol Group) de la RUC. La UVF detuvo su campaña de violencia en 1998 como consecuencia de la firma del Acuerdo del Viernes Santo.

#### Subgrupos
- Red Hand Commandos (RHC; Comandos de la Mano Roja) fue un grupo tapadera de la UVF durante los Troubles desde 1972 y no se considera que tuviese una voluntad independiente.
- Young Citizen Volunteers (YCV; Voluntarios Ciudadanos Jóvenes) es la sección juvenil de la UVF, existente desde 1912,[16] si bien al principio fue únicamente la versión local del escultismo. Se manifestaron contra la posibilidad del Home Rule. Muchos de sus miembros lucharon como soldados en la Primera Guerra Mundial, en particular en la Batalla del Somme. En 1966 Gusty Spence restauró los YCV como el «ala joven» de la UVF.
- Progresive Unionist Party (PUP; Partido Unionista Progresista) el ala política de la UVF. Existente desde 1979 (como el sucesor del Grupo Unionista Independiente del barrio Shankill), el PUP es el partido más izquierdista del bando unionista, alcanzando su mayor influencia en la década entre 1994 y 2003. Su representante más conocido fue Hugh Smyth, elegido Lord Mayor (alcalde ceremonial) de Belfast en 1994. Smyth y su sucesor David Ervine fueron actores clave en la aprobación del Acuerdo del Viernes Santo, tanto desde la UVF como desde el propio PUP. Ervine murió en 2007, siendo elegida en su lugar la primera líder femenina de un partido político norirlandés, Dawn Purvis.[17]

PUP es actualmente el partido unionista con menor representación en la Asamblea de Irlanda del Norte (NIA), con un único asiento en la misma y otros dos en el consejo municipal de Belfast.

### UDA/UFF
La Ulster Defence Association (Asociación en Defensa del Úlster) o, tal y como se conoce a su ala militar, los Ulster Freedom Fighters, es un grupo militante existente desde 1971, que tuvo en su momento de mayor auge unos 40 000 socios. La UDA se convirtió en unas siglas bajo las que se reunían un mayor número de «asociaciones de defensa» (vigilantes antirrepublicanos). Su primer líder fue Charles Harding Smith, que había sido hasta entonces socio de una de esas asociaciones de defensa, la Woodvale Defence Association en Shankill, Belfast. En febrero de 1973, cuando el gobierno británico ordenó detener a los paramilitares lealistas, el portavoz de la UDA, Tommy Herron, hizo un llamamiento a una huelga general de la población protestante en Irlanda del Norte, una decisión que causó disturbios entre las tropas británicas y los paramilitares. Hasta agosto de 1992, la UDA no estuvo prohibida por la ley norirlandesa, a pesar de que sus socios perpetraron numerosos atentados violentos. Al principio se trataba de un grupo menos disciplinado que la UVF (con el que mantienen relaciones hostiles); un ejemplo sería el caso del militante de la UFF Johnny «Mad Dog» (‘Perro Loco’) Adair. A pesar del apoyo expresado en 1998 por la rama política de la UDA en favor del proceso de paz, Adair continuó organizando ataques contra oponentes tanto lealistas como republicanos, manteniendo conexiones con los lealistas aún más extremistas de la Fuerza Voluntaria Lealista (LVF; más abajo) e incluso grupos racistas como los nazis de Combat 18.

#### Subgrupos
- Red Hand Defenders (RHD; Defensores de la Mano Roja) es un grupo paramilitar pequeño de miembros de la UDA y el LVF que rechaza el proceso de paz. Tuvo parte en el asesinato de dos miembros de la UDA,[20] el policía RUC Frankie O'Reilly, y la activista y abogada católica Rosemary Nelson.[21]
- Ulster Young Militants (UYM; Jóvenes Militantes del Úlster) se formó en 1974 como el ala juvenil de la UDA. UYM se destacó por su afán en provocar disturbios en áreas en disputa entre las dos comunidades. Llegaron a ser conocidos como los Tartan Gangs, apodo peyorativo por su condición de pandilleros. Los miembros más famosos del UDA a menudo pertenecieron en su juventud a los UYM, como en el caso de Johnny Adair.
- Ulster Democratic Party (Partido Democrático del Úlster; UDP) la rama civil y política de la UDA desde 1981 hasta 2001. Al principio eran conocidos como el Partido Lealista Democrático del Úlster (ULDP). A pesar del poder que tuvieron los militantes de la UDA en las calles protestantes, su rama política no consiguió hacerse un hueco como alternativa creíble entre los establecidos Partido Unionista del Úlster (UUP) y el Partido Unionista Democrático (DUP). El ULDP fue uno de los primeros partidarios del nacionalismo del Úlster, pero cuando esa estrategia no dio frutos, el partido se disolvió para reconstituirse como UDP, variando su programa a favor del llamado Common Sense (sentido común), solicitando la creación de una asamblea representante con su propia rama ejecutiva para el Úlster, invocando además la aprobación de una carta de derechos civiles y una constitución. UDP se dividió durante los inicios del proceso de paz, y se disolvió en el 2001.[22]

### LVF
La Loyalist Volunteer Force (LVF; Fuerza Voluntaria Lealista) es el nombre de un grupo disidente desgajado desde la UVF en 1998, como resultado directo del proceso de paz. Su líder era el militante de la UVF Billy Wright, aunque como muchos otros miembros de grupos paramilitares, católicos y protestantes, es más reconocido como un narcotraficante.

## Grupos menores y caducos
- Ulster Protestant Volunteers (UPV; Voluntarios Protestantes del Úlster) fue un grupo disidente opuesto al primer ministro norirlandés. Terence O'Neill.[24] O'Neill intentó implantar reformas en el sistema interno de Irlanda del Norte durante los años 1960. Opositores protestantes, como el reverendo Ian Paisley, montaron protestas en su contra y el UPV, vinculado según muchas fuentes al mismo Paisley y también al UVF, bombardeó objetivos económicos en el país.[25]

- Ulster Resistance (Resistencia del Úlster) fue un breve proyecto del Partido Unionista Democrático de Ian Paisley tras la firma del Acuerdo anglo-irlandés de 1986. La organización condenó el acuerdo, que veían como una traición del gobierno londinense. Para 1989 el poder del grupo se había debilitado, debido al alejamiento del mismo del DUP.